# الدير (البتراء)
الدير مبنى أثري محفور بالصخر يعود تاريخه إلى حضارة الأنباط في الأردن، وتحديدا في القرن الأول قبل الميلاد. يقع في المحمية الأثرية بمدينة البتراء في جنوب البلاد. ويُعتبر الدير من أشهر معالم المدينة.

## التاريخ
تم إنشاء المبنى في النصف الأول من القرن الأول قبل الميلاد. ويُعتقد أن واجهة الدير قد حُولت إلى دير للرهبان أثناء الفترة البيزنطية في بلاد الشام، وذلك لوجود أثار للصلبان المحفورة بالصخر في الغرفة الوحيدة الموجودة في الطابق السفلي من الواجهة. كما يُعتقد بأنه تم تبليط الساحة الواقعة أمام الواجهة.

## التصميم

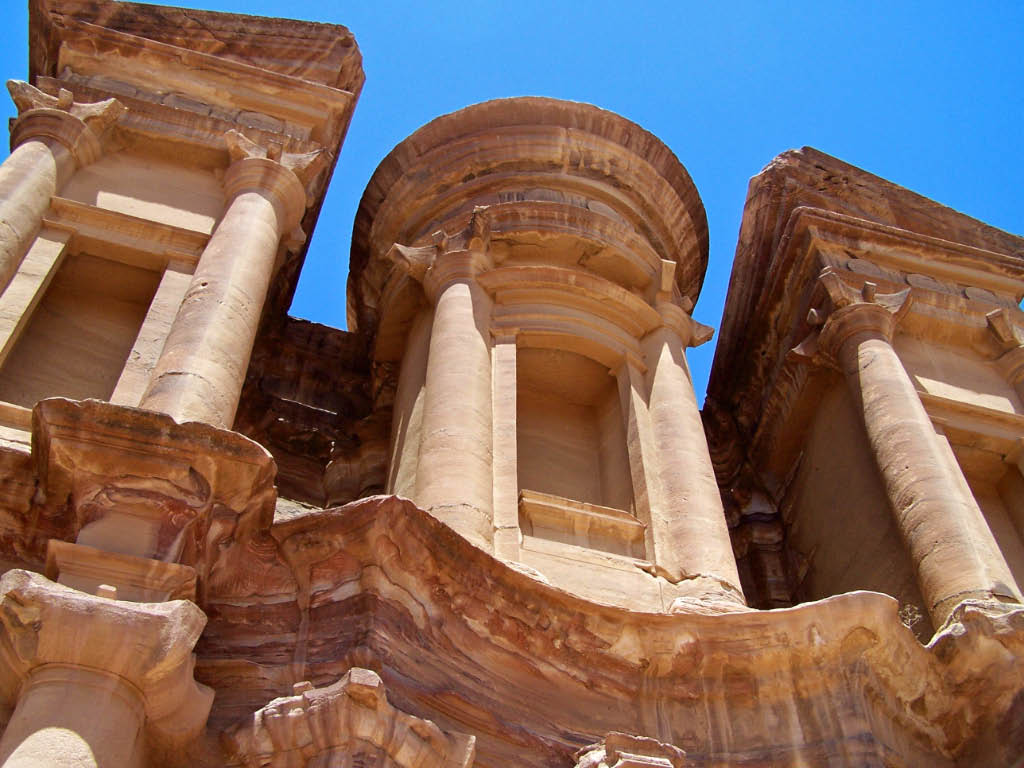
تفاصيل معمارية بالواجهة.

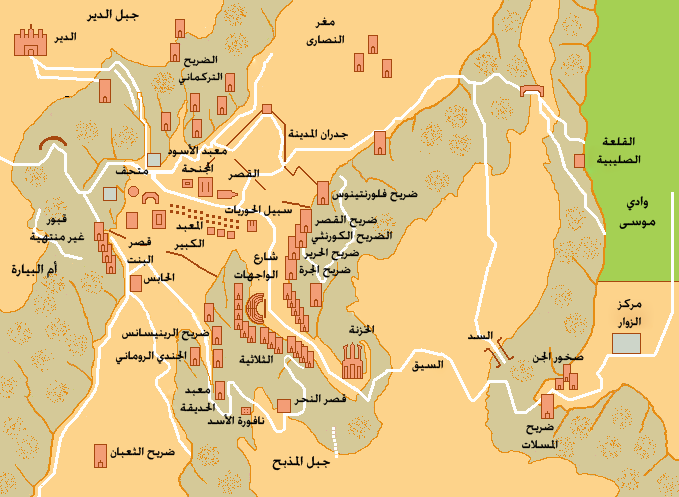
خريطة مدينة البتراء الأثرية، حيث يقع الدير.

يتكون البناء من طابقين. ويُعتقد أنه احتوى على تماثيل متحركة التيجان. وهو أكبر حجماً من الخزنة، حيث يصل عرضه إلى 50 متر أما ارتفاعه فيصل إلى 50 متر.
وتحتوي الواجهة على العديد من المنحوتات الحجرية فيها، كما تظهر منحوتتان نصفيتان متماثلتين بارزتين تمثل أشكال أدمية، وجدت على إطراف، ويظهر أيضا قرن الوفرة والخصب تحملها الإلهة ايزيس في المنحوتة المركزية على واجهة الخزنة، بالإضافة لمنحوتات الإلهة تايكي على البوابة التذكارية وهي ذات تأثيرات هلنستية كوجود الأعمدة الايونية في وسط الواجهة السفلى. كما توجد في الجزء العلوي ثمانية أعمدة أمامية وخلفية لها قواعد دائرية.

## العمارة
من الناحية المعمارية، يتبع الدير النمط النبطي الكلاسيكي، والذي يمثله مزيج من الأساليب الهلنستية وبلاد ما بين النهرين للبناء.يمكن رؤية التأثير الهلنستي في أعمدة الدير، التي شيدت بأسلوب كورنثية مجردة. ويُعتقد أن هذه الأعمدة قد أدرجت لأغراض جمالية، حيث أن الهيكل بأكمله محفور مباشرةً في منحدر الحجر الرملي ولا يتطلب الدعم الذي توفره الأعمدة تقليديًا في الهياكل الهلنستية القائمة بذاتها. تتميز الواجهة ككل بتراب دوريك (بنية تحتية تحتوي على قوالب وعصابات تقع فوق العواصم) ولكن ليس لها أشكال في حقل المنحوتات، فقط دوائر مستديرة بسيطة. 

## انظر أيضا

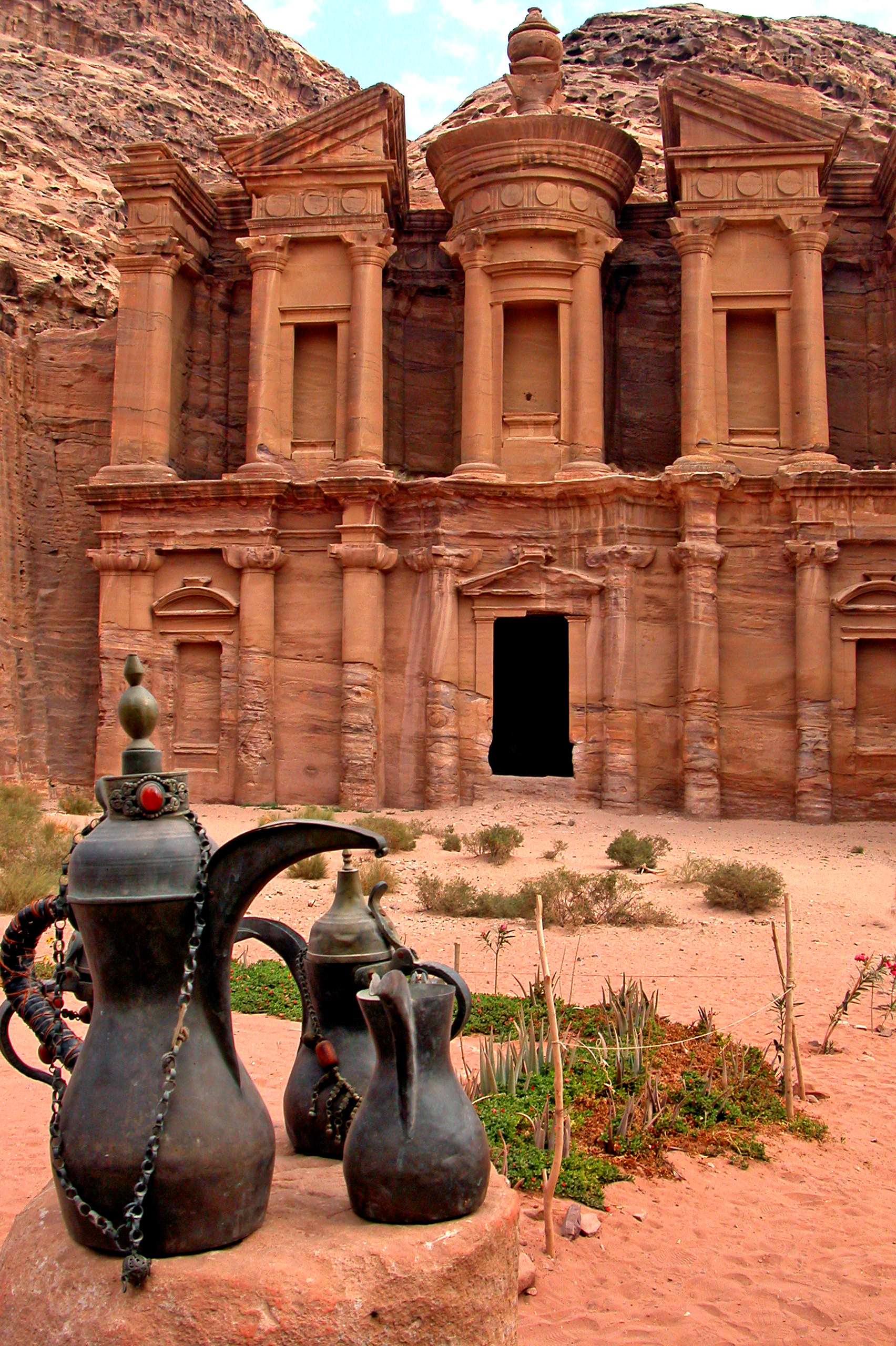
الدير في البتراء.

## جاليري

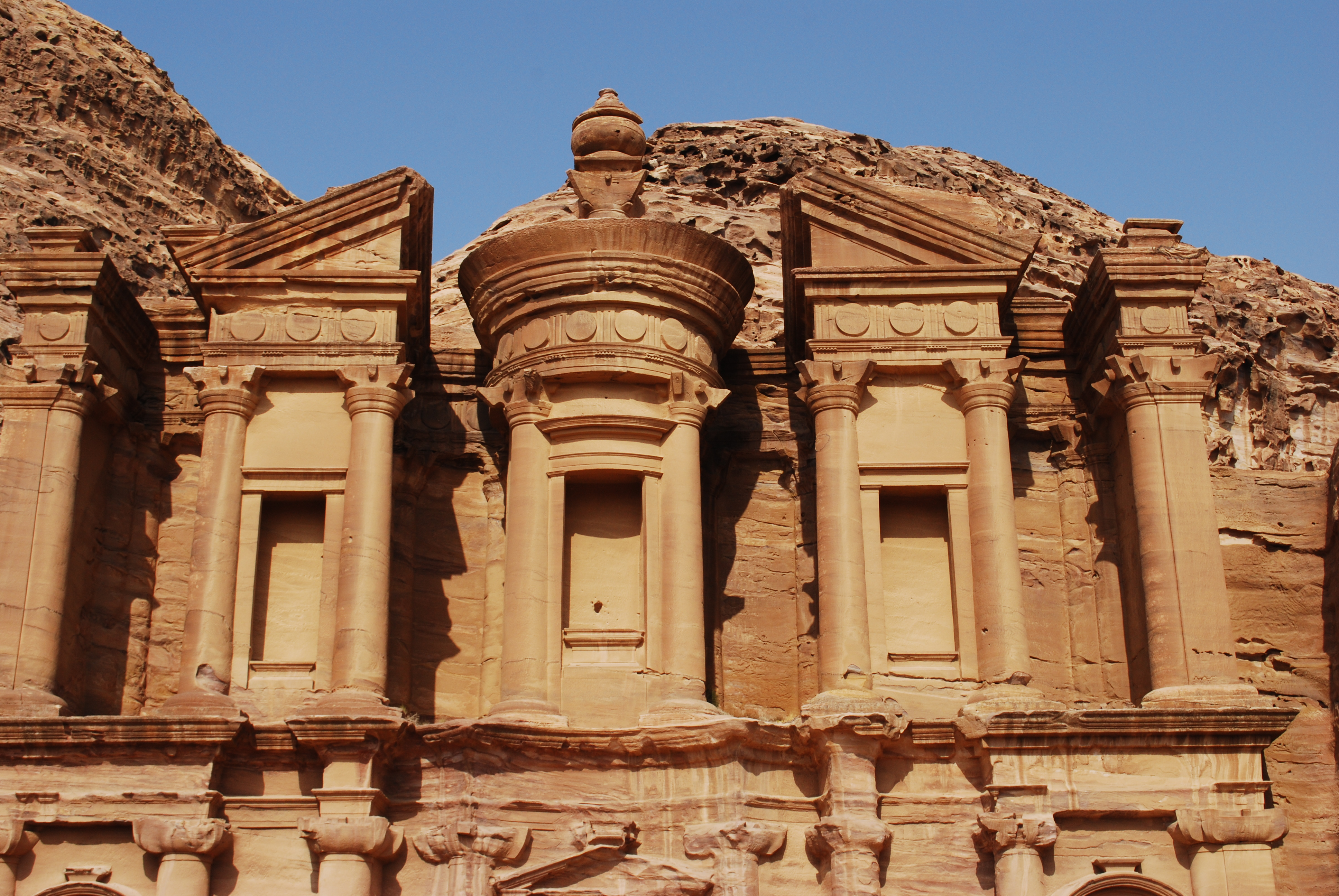
الواجهة الأمامية
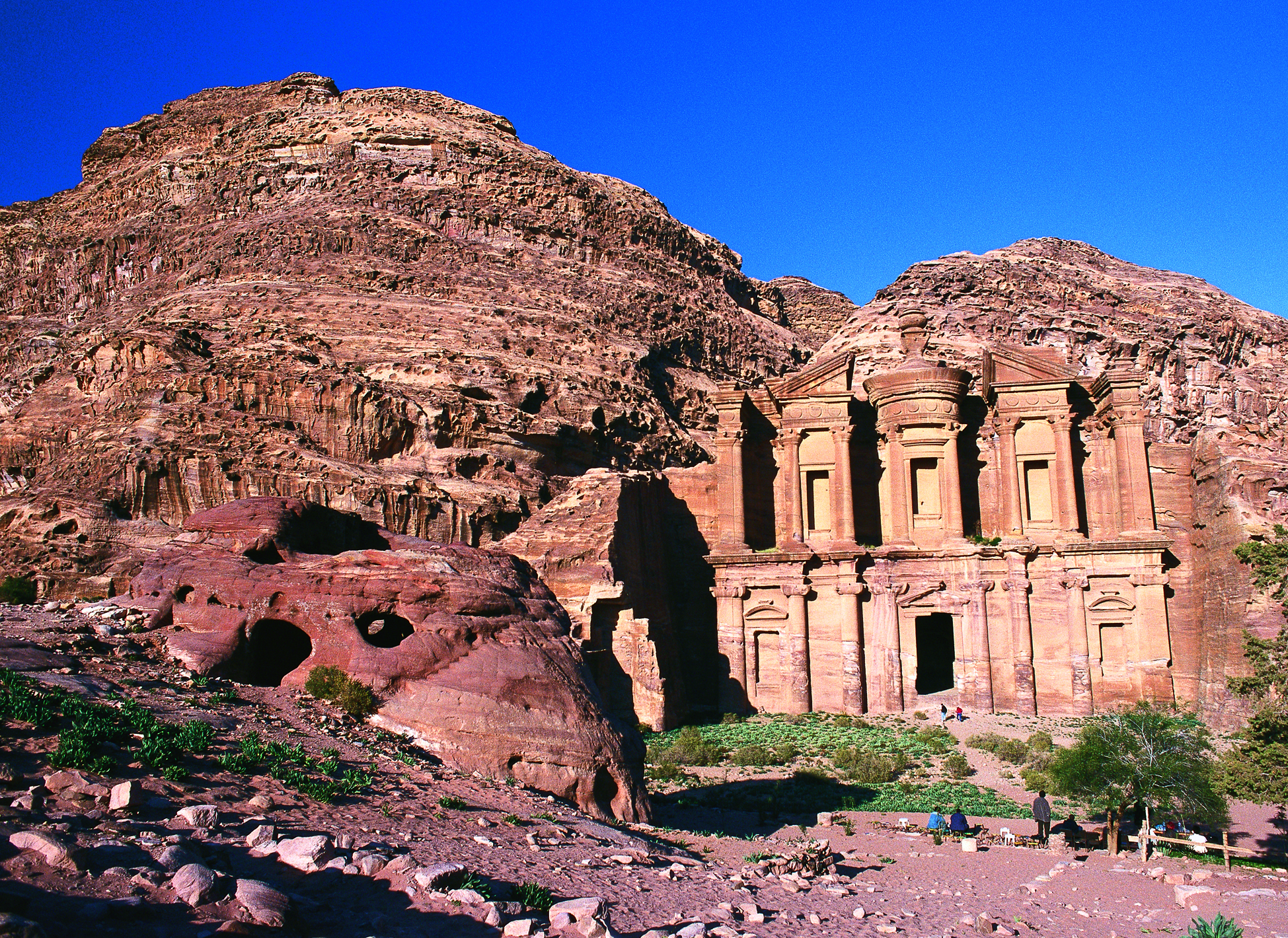
الصخور الوردية المجاورة
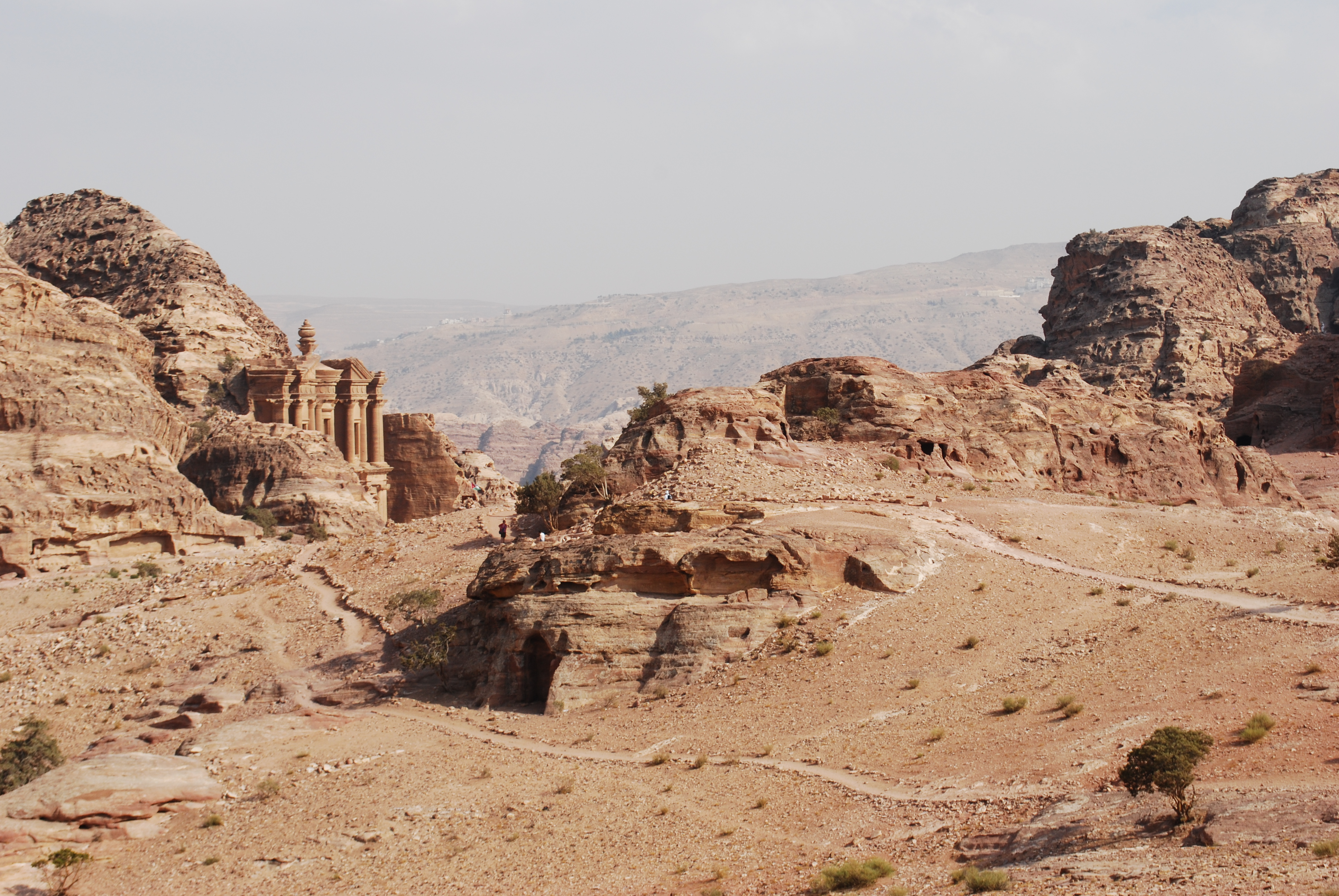
جبل الدير
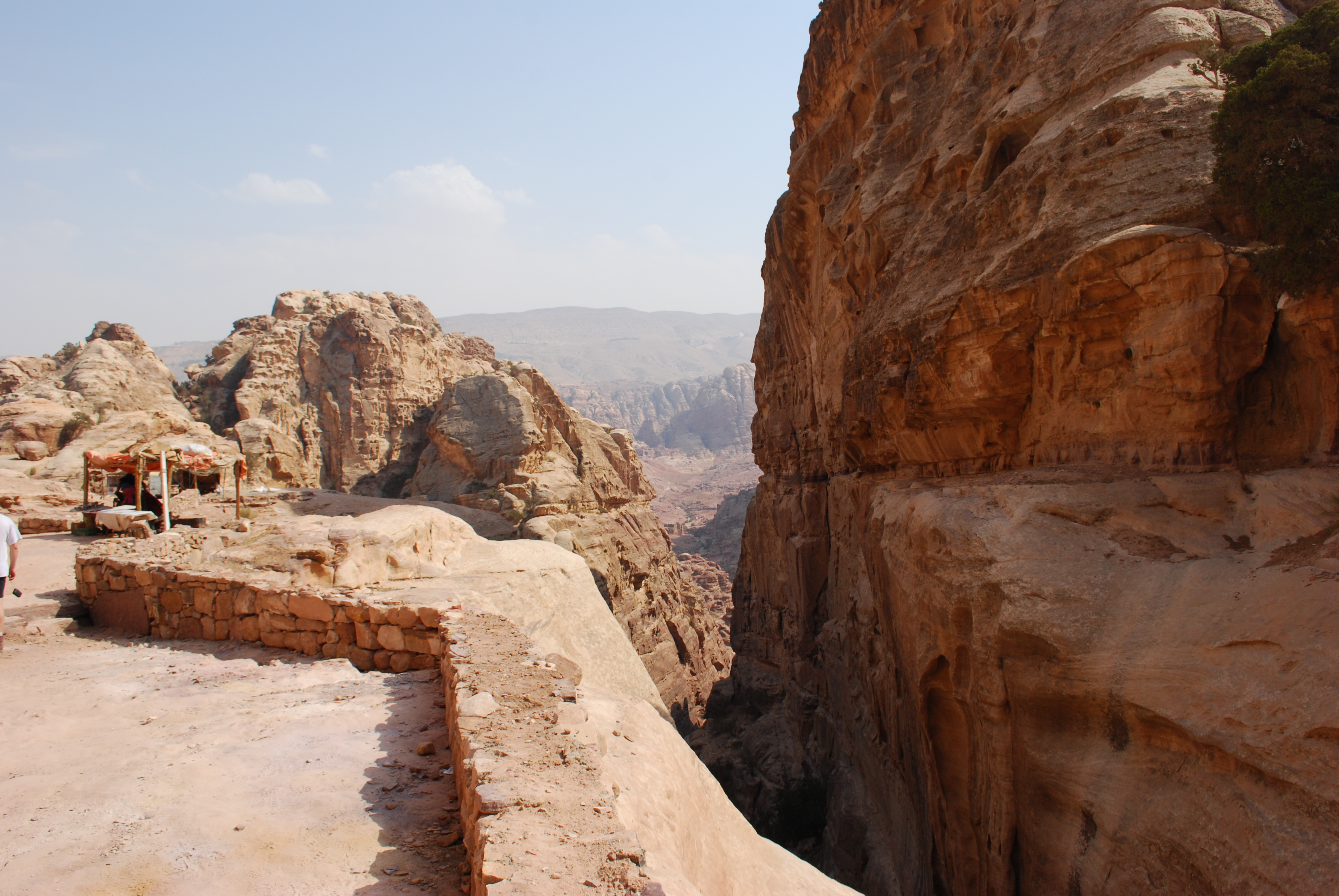
الطريق إلى الدير
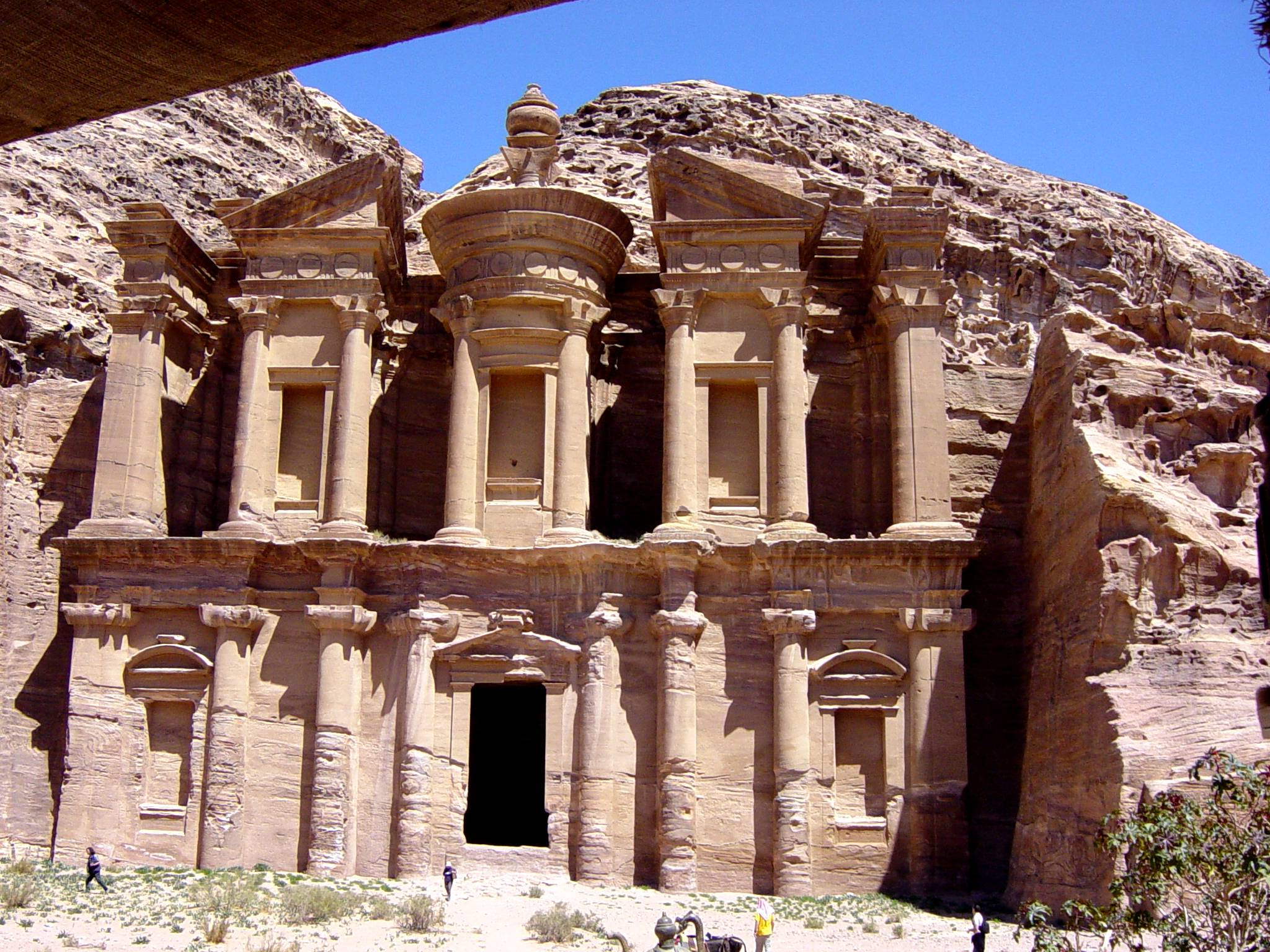
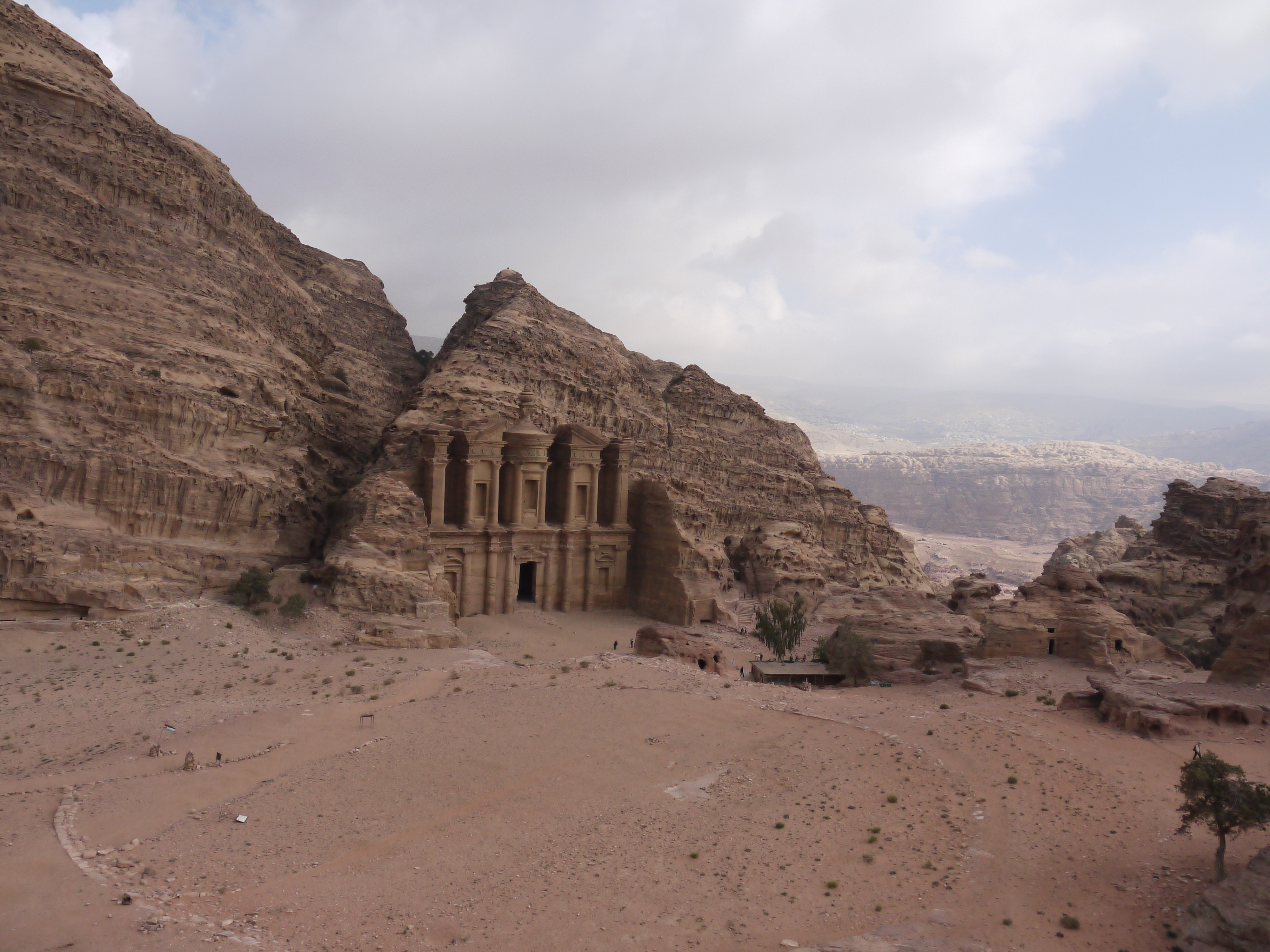
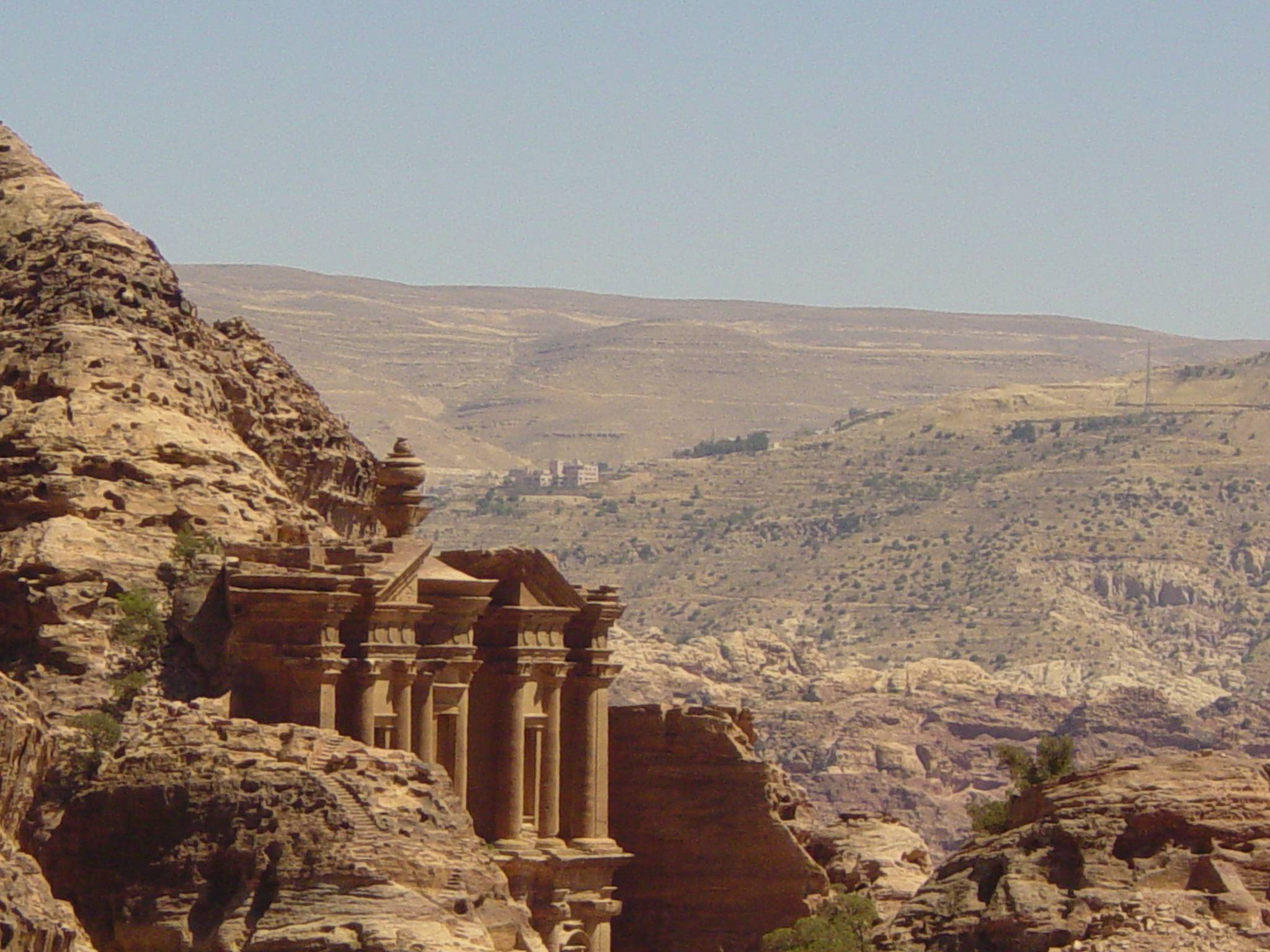
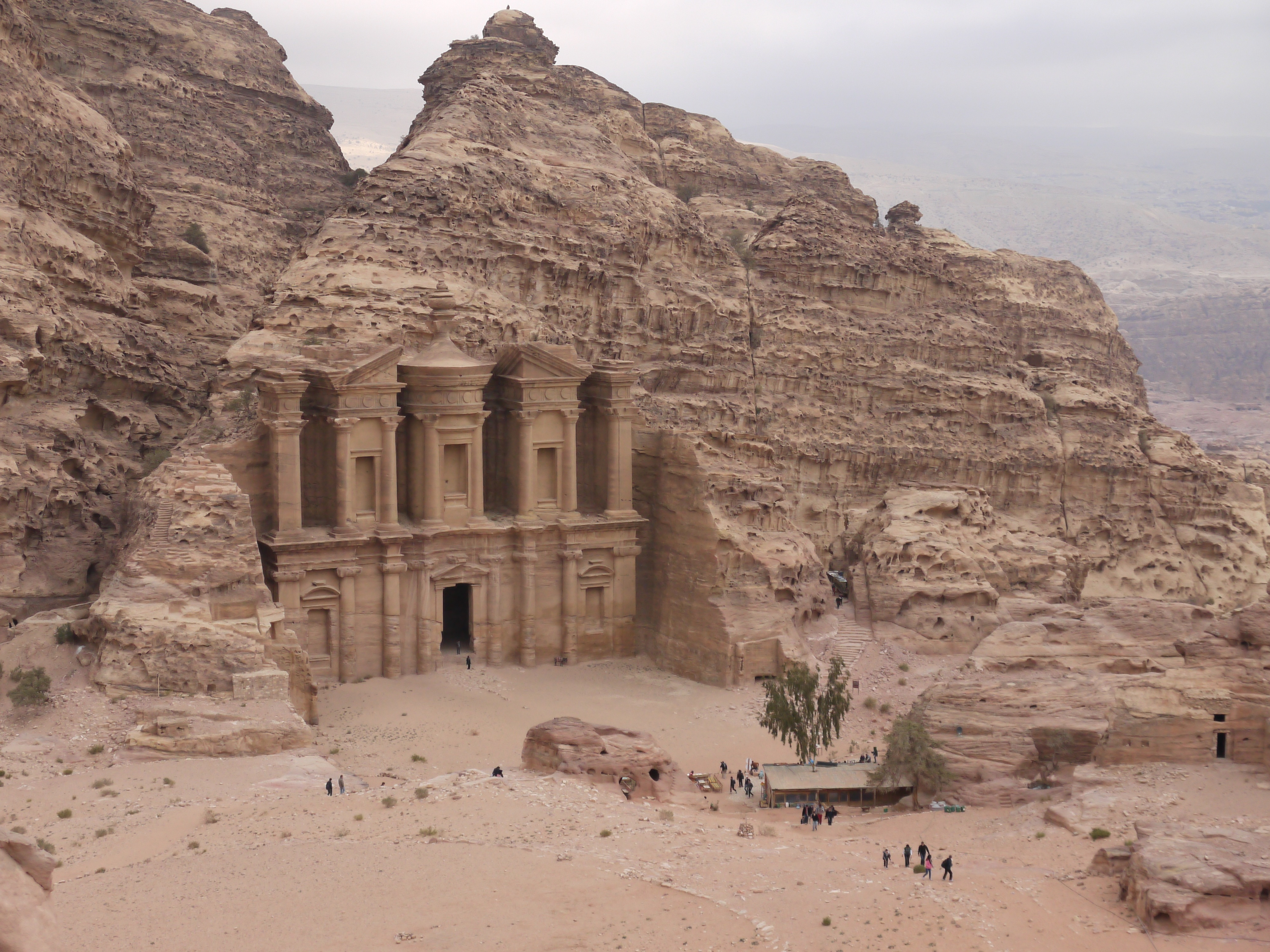

## وصلات خارجية
- الدير في البتراء | Sacred Destinations